# Nine Entertainment
Nine Entertainment est une holding australienne de médias fondée en 2006.

## Histoire
L'origine de ce groupe remonte à la fondation en 1994 de Publishing and Broadcasting Limited contrôlé par la famille Packer. Celle-ci a fait fortune depuis le début du XXe siècle dans la publication de journaux, via Australian Consolidated Press, développé par Frank Packer (en) (1906-1974) puis Kerry Packer.